# Tetragoneura galea
Tetragoneura galea är en tvåvingeart som beskrevs av Freeman 1951. Tetragoneura galea ingår i släktet Tetragoneura och familjen svampmyggor. Inga underarter finns listade i Catalogue of Life.